# Dama internazionale
La dama internazionale (detta anche dama polacca) è un gioco da tavolo e da competizione.
La dama internazionale (a 100 caselle), è descritta per la prima volta nel libro L'Égide de Pallas, Ou, Théorie Et Pratique Du Jeu de Dames pubblicato nel 1727 a Parigi e firmato da Don Diego, Cavallero del Quercetano (uno pseudonimo). Nel 1947 è stata adottata dalla federazione mondiale (FMJD) per le competizioni internazionali.
Parecchie federazioni damistiche hanno adottato integralmente la dama internazionale (tra le maggiori: Paesi Bassi, Francia, Belgio, Svizzera) mentre altre la praticano in aggiunta al proprio gioco nazionale (tra le maggiori: Russia, Stati Uniti d'America, Canada, Brasile, Italia).
L'Italia, come le altre nazioni aderenti alla (FMJD), organizza annualmente il  Campionato italiano di dama internazionale. I vincitori acquisiscono titolo per la partecipazione al Campionato mondiale di dama internazionale, che si disputa ogni due anni in un Paese diverso del precedente.

## Introduzione

### Strumenti di gioco
- Elementi fissi:
  - Damiera a 100 caselle, 50 bianche e 50 scure. Le caselle attive sono quelle scure. Fino a qualche anno addietro la Francia nelle gare interne usava le caselle chiare come attive. La Damiera va posizionata in modo che l'angolo in basso a sinistra relativamente al giocatore sia di colore scuro.

- Elementi mobili e variabili:
  - 20 pedine bianche;
  - 20 pedine nere.

Annotazioni:
A partita iniziata possono subentrare le dame.
- Generalmente pedine e dame vengono chiamate pezzi (ad es. una pedina e una dama sono due pezzi).

La damiera a cento caselle in assetto di gioco
base del nero
base del bianco

### Regole del gioco

#### Il movimento delle pedine
- Il gioco è sempre iniziato da colui che possiede le pedine bianche.
- I giocatori effettuano alternativamente una mossa per volta: bianco, nero, bianco, nero, ecc.
- Le pedine muovono sempre in avanti diagonalmente sulle caselle scure contigue e quando raggiungono la base avversaria diventano dame.
- La dama si contrassegna sovrapponendo un altro pezzo dello stesso colore.

Nel diagramma 1 le frecce indicano le nove mosse iniziali a disposizione del bianco per cominciare il gioco.
Nel diagramma 2 si può osservare che, pur variando i percorsi, dalla propria base si raggiunge la base avversaria attraverso nove mosse di una singola pedina.

#### Il movimento delle dame
La dama può essere mossa in qualsiasi direzione, di quante caselle si vuole, lungo le diagonali libere che da essa si dipartono.
Nota: in gioco, la scelta della casella su cui fermarsi è spesso determinante per il risultato.

### Regole di presa

#### Come prendono le pedine
- Prendere (mangiare o catturare) il pezzo avversario è obbligatorio ogni volta che è possibile.
- La presa consiste nel portare la pedina in presa nella casella libera posta dopo il pezzo o i pezzi da prendere.
- La presa può essere semplice o multipla, a seconda che si debbano prendere uno o più pezzi.
- I pezzi devono essere tolti dalla damiera, nell'ordine in cui sono stati presi, dopo aver ultimato la presa.
- È obbligatorio prendere dalla parte dove c'è il maggior numero di pezzi in presa, senza curarsi della qualità.
- La pedina prende sia in avanti che indietro e può prendere anche la dama.

Negli esempi dei diagrammi 5, 6, 7 e 8 sono indicate le prese a scelta od obbligatorie.

#### Come prendono le dame
- Non è consentito fare più mosse nello stesso turno
- La dama, inoltre, dopo ogni pezzo superato, deve intersecare le diagonali dove incontra successivi pezzi da prendere e può fermarsi in una casella libera a scelta dopo l'ultimo pezzo preso (questa regola deriva dall'obbligo di prendere dalla parte dove ci sono più pezzi in presa e dal movimento della dama (dama lunga)).
- Dopo la presa i pezzi devono essere tolti dalla damiera nell'ordine in cui sono stati presi.
- Durante l'esecuzione di una presa multipla è consentito passare più volte sulla stessa casella, ma non sullo stesso pezzo (diagr. 16).

Negli esempi che seguono sono indicati i percorsi a scelta e quelli obbligati.

### Come si va a dama
Si può andare a dama con una mossa (diagr. 13) o con una presa (diagr. 14).
La bellezza di questo gioco sta appunto nella variegata disponibilità di combinazioni che ogni giocatore può ideare sul momento, costringendo l'avversario ad effettuare delle prese obbligatorie per ridurlo alla resa.
Regola: Se una pedina raggiunge la base avversaria attraverso una presa ed ha ancora pezzi da prendere, nella casella attigua, deve continuare a prendere rimanendo, però, pedina (diagr. 15)